# Santa Bárbara (parada)
La parada Santa Bárbara forma parte del Corredor Sur Occidental, en Quito, Ecuador.
Opera con distintas líneas la cual tiene un intervalo de cada 1 minuto. Con éstas se conectan hacia el norte y el sur. Esta estación transporta más de 600 pasajeros al día.
- Datos: Q6120268